# داود بولاد
داوود يحي إبراهيم بولاد (1952 - 1992) (المعروف بداوود بولاد) سياسي سوداني، ومهندس من خريجي جامعة الخرطوم ومن مؤسسي الجبهة القومية الإسلامية والتي تمرد عليها لاحقا، انضم للحركة الشعبية لتحرير السودان، وقاد أولى شرارات التمرد في إقليم دارفور ضد السلطة الحاكمة، إلا أن حركته لم يكتب لها النجاح فتم القبض عليه وتصفيته من قبل الأجهزة الأمنية.

## تعليمة وبداياته
ينتمي بولاد لقبيلة الفور في إقليم دارفور بالبلاد. تخرج من جامعة الخرطوم في أوائل السبعينيات، رشحت الجبهة الإسلامية الإسلامية بولاد رئيسًا لـ اتحاد طلاب جامعة الخرطوم. أصبح أول رئيس لاتحاد جامعة الخرطوم من خارج القبائل العربية على طول نهر النيل التي تهيمن على السياسة الوطنية. واعتبر هذا الموقف بمثابة وضع بولاد على المسار السريع للقيادة السياسية الوطنية كجزء من «الاستراتيجية الغربية» لحسن الترابي، لكسب أصوات دارفور وكردفان. كان نائب بولاد وحارسه الشخصي في ذلك الوقت الطيب إبراهيم، الملقب بـ «سيخة» يعني حديد التسليح الذي يهاجم به الطلاب المتظاهرين. لذلك تم القبض على بولاد في عام 1971 من قبل شرطة الرئيس جعفر نميري بسبب نشاطه العسكري البارز وتعرض للتعذيب الشديد.

## التمييز العرقي في الحركة الإسلامية
تدرج نائبه في الاتحاد الطيب سيخة في سلم المؤسسة السياسية للحركة الإسلامية بعد التخرج، بينما لم يقم بولاد بذلك. منعه التمييز العنصري للنخبة السياسية الوطنية من التقدم، وهي تهمة قام بتوجيهها لاحقا علانية ضد الإخوان المسلمين. وكتب بولاد فيما بعد: «حتى عندما أذهب إلى المسجد للصلاة، حتى في وجود الله، فأنا ما زلت عبداً وسيخصصون لي مكانًا متعلقًا بعرقي». عاد بولاد إلى دارفور وأصبح رجل أعمال صغيرًا. كان من المتوقع بعد الدور الكبير الذي لعبه في انقلاب 1989 ان يتولي منصبا سياسيا مرموقا إلا أن ذلك لم يحدث.

## إنفصاله عن الحركة الإسلامية
كان لبولاد أفكار أخرى حول الحركة الإسلامية في عام 1988 بعد أن أسكت حسن الترابي جميع الانتقادات للعنف المدعوم من ليبيا في دارفور. ارتبط بولاد لفترة وجيزة بالاتحاد الاشتراكي السوداني، حزب نميري، واستمر في الانجراف نحو اليسار السياسي. وقد وُصِف بأنه «مهووس وقادر على بناء شبكته السياسية بدقة وحيوية».

## تمرده وبناء الحركة المسلحة
مدفوعا بشعور بالإحباط وخيبة الأمل، ذهب بولاد إلى تشاد في عام 1989 سعيًا للحصول على دعم الرئيس حسين حبري في بدء حركة متمردين في دارفور، لكنه رفض. ثم ذهب إلى إثيوبيا للقاء جون قرنق، زعيم الجيش الشعبي لتحرير السودان، الذي كان يقود الحرب الأهلية السودانية الثانية في الجنوب منذ عام 1983.
شعر سياسيون دارفوريون يساريون بارزون آخرون، مثل أحمد دراج، بأن الجيش الشعبي سيستخدم دارفور لأغراضه الخاصة ورفضوا الاشتراك. إلا أن بولاد انضم إلى الجيش الشعبي في عام 1990 وتلقى تدريبات عسكرية في جنوب كردفان. تم تعيينه مفوضاً سياسياً لبعثة عسكرية للجيش الشعبي لتحرير السودان في دارفور التي بدات في نوفمبر 1991 واثبتت كارثيتها.

## بعثة حركة تحرير السودان في دارفور
كان السبب المحدد للبعثة هو إثارة حركة حرب العصابات الدارفورية ونشر الحرب الأهلية في الغرب، كما حدث في جبال النوبة والنيل الأزرق. [6] يقترح المؤرخ دوجلاس جونسون، مؤرخ الجيش الشعبي لتحرير السودان، أن القيادة قد تكون قد اعتبرتها قيادة الجيش الشعبي لتحرير السودان كتكتيكات مختلفة لخلق صدع في الشمال، مثل ذلك الذي تم إنشاؤه في الجنوب من خلال انقسام فصيل ناصر-الجيش الشعبي لتحرير السودان تحت ريك مشار ولام أكول.
وقد أطاحت الجبهة الديمقراطية الثورية الشعبية الإثيوبية مؤخراً بالرئيس الإثيوبي منغستو هايلي مريام، أحد الداعمين الرئيسيين للجيش الشعبي لتحرير السودان. وهكذا كان الجيش الشعبي لتحرير السودان - توريت (الفصيل الذي يقوده قرنق) منخرطًا بشكل كامل في قتال الجيش الشعبي لتحرير السودان - نصير في الجنوب ولم يتمكن من إرسال المساعدة لقوة بولاد بمجرد أن واجهت صعوبة.
بالاضافه الي انه يكن هناك سوى القليل من التحضير المسبق في دارفور، ولم يتلق عبد العزيز الحلو، الذي تم تعيينه قائدا عسكريا للبعثة، معدات كافية. كانت القوة مؤلفة من مقاتلي الدينكا، الذين كان يُنظر إليهم على أنهم أجانب في دارفور وشبكات دعم المهدية، التي كانت المعارضة المنظمة الوحيدة للحكومة في دارفور، استاءت من إدخال منافس سياسي.
كانت القوة تهدف إلى الوصول إلى ملجأ في جبال مرة ولكن كان عليها عبور مساحات قاحلة يسيطر عليها عرب البقارة في موسم الجفاف، حيث كانت مصادر المياه الوحيدة هي آبار القرية التي كانت قليلة ومعروفة. سرعان ما أبلغت الشرطة عن وجود بولاد، حيث أشار مصدر واحد على الأقل إلى أن المهديين أبلغوا عنه. الا ان هناك اقوال الي ان من بلغ عنه هم أبناء من الفور يعرفهم.
قامت قوة مؤلفة من جيش نظامي وميليشيا محمولة على الخيول تتألف من البني هلبه عرب بتعقب قوة بولاد وسحقها بسرعة.الحاكم العسكري لدارفور الذي قاد القوة كان الطيب إبراهيم '' سيخة '' ، الحارس الشخصي لبولاد والآن طبيب وعقيد في الجيش. لا يوجد سجل لاجتماعهم. أعيدت تسمية بلدة عد الغنم («بئر الماعز») بعد الفرسان («بئر الفرسان») احتفالًا بالنصر وحُرقت عشرات قرى الفور التي لم تشارك في هزيمة بولاد في الانتقام.

## اغتياله
في 1991 تم القبض على بولاد حيا بعد القاء القبض عليه في منطقة قارسلا والتي يعتقد انه تم تصفيته بها وأقول أخرى تقول أنه تم نقله إلى الخرطوم، حيث تعرض للتعذيب حتى الموت في يناير 1992. والأسوأ من ذلك أنه تم القبض عليه بمذكراته التي سجل فيها كل عضو في خلايا المقاومة السرية التي أنشأها في دارفور. اختفى العديد من هؤلاء الاعضاء في السجون أو اختفوا بالكامل. وأُفرج عن آخرين بعد وقف التمرد، مع العلم أنهم ظلوا تحت مراقبة قوات الأمن.
يلخص أحد المؤرخين نتيجة اعتقال بولاد، «انتكست المقاومة الدارفورية بعشر سنوات».
تعلم المنشقون الدارفوريون درساً قاسياً من ذلك، وأصبحوا أكثر عدم ثقة في الجيش الشعبي. مع فشل تمرد بولاد ووصول إدريس ديبي إلى السلطة في تشاد، وما أدى إلى انخفاض التدخل الليبي في المنطقة، دخل جزء كبير من دارفور في حالة من انعدام الأمن العام الذي لم يصل أبدًا إلى حالة السلام الفعلي.